# Ulrich Leyendecker

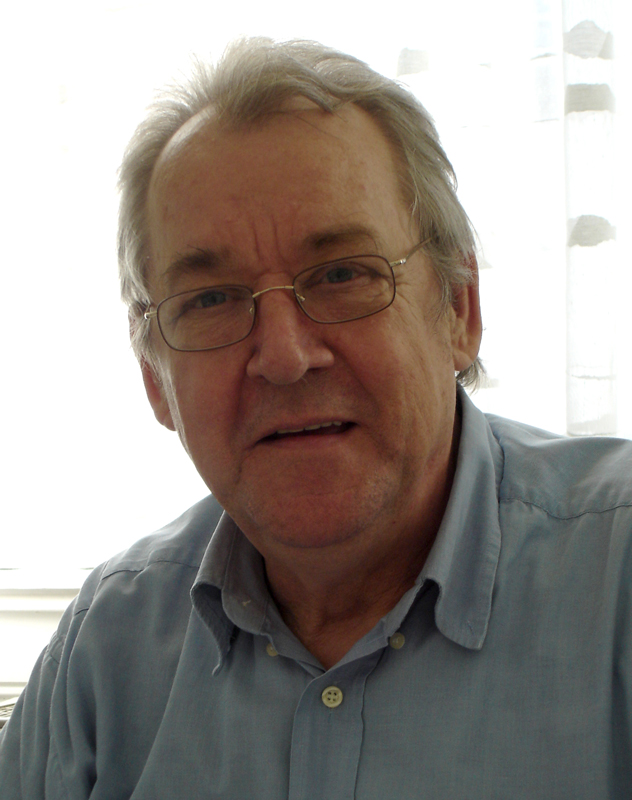
Ulrich Leyendecker (2007)

Ulrich Leyendecker (* 29. Januar 1946 in Wuppertal; † 29. November 2018 in Bonn) war ein deutscher Komponist.

## Leben und Werk
Nach erstem Kompositionsunterricht bei Ingo Schmitt von 1962 bis 1965 studierte er bis 1970 Komposition an der Musikhochschule Köln bei Rudolf Petzold und Klavier bei Günter Ludwig. 1968 war er Stipendiat der Studienstiftung des deutschen Volkes, ab 1971 Dozent für Theorie an der Musikhochschule Hamburg. 1974 erhielt er den Förderpreis des Landes Nordrhein-Westfalen für Musik, dem 1978/79 ein Jahresaufenthalt in der Villa Massimo folgte. Ab 1981 war er Professor für Komposition und Theorie an der Musikhochschule Hamburg. Die Jahre 1984 und 1985 verbrachte er in Paris mit einem Stipendium für die Cité Internationale des Arts Paris. Ab 1986 war er Mitglied der Freien Akademie der Künste Hamburg. 1987 verlieh ihm die Stadt Wuppertal den Von-der-Heydt-Preis. 1994 wechselte er von Hamburg in die Professur für Komposition an der Musikhochschule Mannheim, ab 1997 war er Mitglied der Freien Akademie der Künste Mannheim. 2001/02 bekam er erneut ein Stipendium für die Cité Internationale des Arts, Paris. Ab 2005 arbeitete er als freischaffender Komponist.
Für den im ersten Nachkriegsjahr geborenen Komponisten stand wie bei vielen seiner Altersgenossen die Auseinandersetzung mit der Musik der Zweiten Wiener Schule „am Beginn der Aneignung der musikalischen Moderne, die im nationalsozialistischen Deutschland verfemt worden war. Doch vollzog sich sein Studium der Wiener Schule […] gelassener als bei Boulez, Nono oder Stockhausen. Dessen Herleitung des seriellen Verfahrens stellte Leyendecker in Frage.“ (Lutz Lesle) Insbesondere die Musik von Alban Berg, in der Leyendecker eine „Rest-Tonalität“ gewahrt sah, wurde für den Komponisten prägend. Zu Beginn seiner künstlerischen Tätigkeit ging Leyendecker bei der Genese seines musikalischen Materials „oft noch einen Schritt hinter die a priori fixierte und gesicherte Grundgestalt zurück.“ (Lutz Lesle) Später wurden mehr und mehr feste motivische Gestalten wichtig, die dennoch eine raumgreifende Metamorphose des musikalischen Materials zuließen. Ein wichtiges Anliegen Leyendeckers blieb, eine fassliche, emotional nachvollziehbare Musik zu schreiben, ohne sich dem Publikum anbiedern zu müssen. Ab den 2000er Jahren findet sich in Leyendeckers Kompositionen eine Hinwendung zu klaren Strukturen und Formkonzepten. Dies manifestiert sich sowohl in seinen Orchesterwerken wie auch in der Kammermusik. „Waren es in den frühen kammermusikalischen Kompositionen Leyendeckers eher mikroskopische Tonstrukturen, aus denen heraus sich sein Klangkosmos in faszinierender Architektonik entfalten konnte, so zeigt sich im Bassklarinettenquintett eher eine Tendenz zur großen, mitunter geradezu süffig ausfallenden Geste. Diese entsteht freilich nie aus einem musikalischen Selbstzweck heraus, sondern findet ihren entscheidenden Impuls immer im bezwingenden Beziehungsreichtum der Leyendeckerschen Gedankenwelt.“ (Timo Jouko Herrmann) In einigen Kompositionen aus dem Spätwerk Leyendeckers fällt zudem die lustvolle Auseinandersetzung mit der Musik anderer Epochen auf, wie etwa in den Pensées sur un prélude für Orchester, das Claude Debussys Klavierstück Des pas sur la neige als kompositorischen Ausgangspunkt nimmt, oder im Orchesterstück Evocazione, das die Komtur-Szene aus Wolfgang Amadeus Mozarts Don Giovanni eindrucksvoll heraufbeschwört. Der Doppelorchester-Technik der Mannheimer Schule erweist Leyendecker in seinem Mannheimer Konzert für zwei Kammerorchester die Reverenz.
Leyendecker starb im November 2018 im Alter von 72 Jahren an Herzversagen.

## Werke

### Orchesterwerke
- Notturno für Bass und Orchester (1968/69)
- Symphonie Nr. 1 (1974)
- Con espressione (1979)
- Verwandlung, vier Stücke für Kammerorchester (1980)
- Konzert für Klavier und Orchester (1980)
- Impromptu (1981)
- Konzert für Violoncello und Orchester (1983)
- Symphonie Nr. 2 (1985)
- Symphonie Nr. 3 (1990/91)
- Konzert für Violine und Orchester (1994/95)
- Symphonie Nr. 4 (1995–1997)
- Concerto für Orchester (5. Symphonie) (1999–2000)
- Pensées sur un Prélude, Debussy-Variationen für Orchester (2001)
- Leopardi-Gesänge für Alt, Tenor und Orchester (2002)
- Konzert für Gitarre und Orchester (2004/2005)
- Evocazione (2006)
- Mannheimer Konzert für zwei Kammerorchester (2006)
- Konzert für Viola und Orchester (2007/2008), Uraufführung: 19. März 2010, Kaiserslautern

### Vokalmusik
- Versunken in die Nacht für Sopran und Kammerorchester (1981)
- Canción última für Alt und Kammerensemble (1983)
- Notturno für Sopran und vier Violoncelli (1987)
- Hebräische Balladen für Sopran und Kammerensemble (1993)
- Serenade für Sopran und Kammerensemble (1997)
- Leopardi-Gesänge für Sopran und Klavier (2003)
- Leopardi-Gesänge für Bass und Klavier (2004)

### Kammermusik
- Sonate für Klarinette und Klavier (1966)
- Streichtrio Nr. 1 (1966)
- Trio für Klarinette, Violoncello und Klavier (1964/67)
- Maqam, zwei Sätze für Violine, Violoncello und Klavier (1967)
- Streichtrio Nr. 2 (1972)
- Nachgelassene Papiere des Bruders Menardus, eines Kapuziners, Roman für 9 Solisten (1973/77)
- Jiddische Rumba für Instrumentalensemble (1977)
- Streichquartett Nr. 1 (1978)
- Streichquartett Nr. 2 (1986/87)
- Sonate für Flöte, Viola und Harfe (1988)
- Streichquartett Nr. 3 – Ricercar zur Kunst der Fuge (1989)
- Zwei gegenständliche Etüden für Klarinette und Violoncello – auch in einer Version für Bassklarinette und Viola (1989)
- Kammerkonzert für Instrumentalensemble (1989)
- Quintett für Bassklarinette und Streichquartett (2000)
- Mitternachtsmusik für Gitarre und Harfe (2008)
- Quintett C-Dur [Franz Schubert] Bearbeitung des Streichquintetts C-Dur D 956 op. post. 163 für Ensemble
- Der Doppelgänger [Franz Schubert] Bearbeitung des Liedes D 957, 13 aus dem Zyklus „Schwanengesang“ für Ensemble (ohne Text) (2008)
- Ihr Bild [Franz Schubert] Bearbeitung des Liedes D 957, 9 aus dem Zyklus „Schwanengesang“ für Ensemble (ohne Text) (2008)
- Aprèslude Noir für Ensemble (2015)

### Klaviermusik
- Sieben kurze Klavierstücke (1965)
- Klavierstücke I-IV (1964–1971)
- Sonate für zwei Klaviere (1985)
- Ricercar für zwei Klaviere – Bearbeitung des 3. Streichquartetts (1989)
- 13 Bagatellen (1989)
- Klavierstück Nr. V (1990)
- Impromptu für zwei Klaviere (1994)
- Noblesse oblige, fünf Klavierstücke (1996)

### Werke für Soloinstrument
- Solo I für Querflöte (1973)
- Solo II für Altblockflöte und Tonband (1975)
- Canto per Violino solo (1979)
- Verso Parsifal für Gitarre solo (1982)
- Zwei Etüden für Klarinette solo (Bearbeitung der Zwei gegenständlichen Etüden) (1989)
- Etüde für Bratsche solo (1989)
- Zwei Etüden für Bassklarinette solo (Bearbeitung der Zwei gegenständlichen Etüden) (1990)
- Sonate für Violine solo (2012)

## Diskografie
- Violinkonzert, Symphonie Nr. 3 (Naxos) – Rezensionen: (1), (2)
- Violoncellokonzert, Klavierkonzert, Streichquartett Nr. 1, Canto per Violino solo (Wergo)
- Das Klavierwerk (Cantate Musicaphon)
- Hebräische Balladen in Andere Welten – 50 Jahre Neue Musik in NRW – Ausstrahlungen (1996)
- Gitarrenkonzert, Evocazione, Symphonie Nr. 4 (Cantate Musicaphon)
- Streichquartette Nr. 1–3, Bassklarinettenquintett (Cantate Musicaphon)

## Schüler (Auswahl)
- Ernst Bechert (* 1958), Komponist
- Jan Feddersen (* 1966), Komponist
- Marius Felix Lange (* 1968), Komponist
- René Mense (* 1969), Komponist
- Stephan Marc Schneider (* 1970), Komponist
- Stefan Schulzki (* 1970), Komponist
- Evgeni Orkin (* 1977), Komponist, Klarinettist, Saxophonist, Dirigent
- Timo Jouko Herrmann (* 1978), Komponist, Musikwissenschaftler und Dirigent
- Martin Wistinghausen (* 1979), Komponist und Sänger
- Friedrich Heinrich Kern (* 1980), Komponist und Pianist